# Vụ án Điêu Ái Thanh
Vào ngày 19 tháng 1 năm 1996, thi thể bị phân xác của Điêu Ái Thanh (tiếng Trung: 刁爱青; bính âm: Diāo Àiqīng), nữ sinh viên mất tích 9 ngày trước đó, được tìm thấy ở nhiều địa điểm trong hoặc gần Đại học Nam Kinh ở tỉnh Giang Tô, Trung Quốc. Thi thể Điêu Ái Thanh bị chặt thành hơn 2.000 mảnh. Vụ án vẫn chưa được giải quyết và là một trong những tội ác khét tiếng nhất thành phố. Vụ án được biết đến chính thức ở Trung Quốc với cái tên Sự cố 1-19 Nam Kinh hoặc Vụ chặt xác 1-19.

## Mất tích

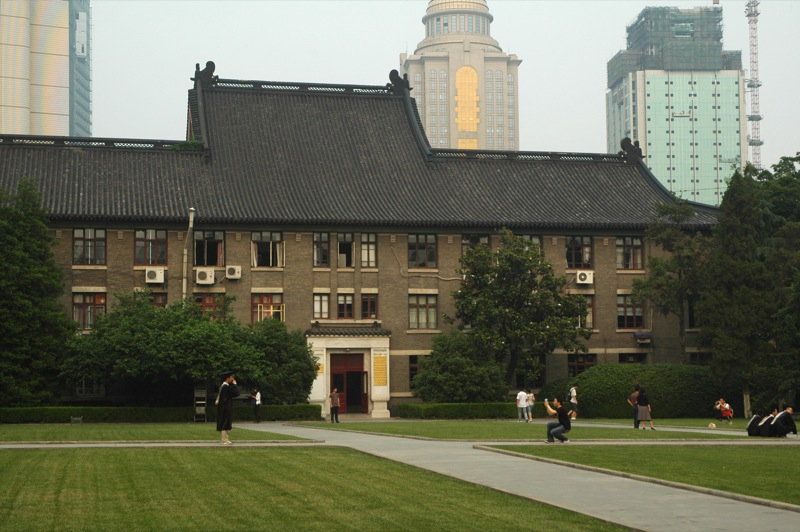
Đại học Nam Kinh

Điêu Ái Thanh sinh tháng 3 năm 1976 tại Trầm Cao, quận Khương Yển thuộc thành phố Thái Châu, Giang Tô. Cô là con út trong gia đình có hai anh chị em. Theo chị gái của cô, Điêu Ái Hoa, gia đình họ rất nghèo và Ái Hoa phải bỏ học để tìm việc làm. Trong khi đó, Điêu Ái Thanh tiếp tục việc học và đạt thành tích tốt trong học tập. Ái Thanh đã đăng ký theo học tại Đại học Nam Kinh. Cô đến Nam Kinh vào tháng 10 năm 1995 để theo học Khoa Giáo dục Thành niên của trường đại học. Cô theo học chuyên ngành ứng dụng máy tính tại Cục Quản lý Thông tin. Để tránh làm gián đoạn việc học của Ái Thanh, gia đình hạn chế liên lạc với cô, thậm chí không thông báo cho cô biết về cái chết của ông nội và đám cưới của chị gái. Điêu Ái Thanh được mô tả là người "sống nội tâm và giản dị". Cô cũng không thích giao lưu với mọi người.
Buổi tối ngày 10 tháng 1 năm 1996, Điêu Ái Thanh và vài người bạn cùng phòng ký túc xá bị phạt vì sử dụng  thiết bị điện tử sai quy định. Sau khi xung đột với ban quản lý ký túc xá, cô rời khỏi tòa nhà và không quay trở lại. Ái Thanh được nhìn thấy lần cuối khi mặc một chiếc áo khoác màu đỏ cũ của chị mình với lớp vải lót màu đen. Cô được thông báo là mất tích, nhưng mãi đến ngày 19 tháng 1, chính quyền mới báo tin cho gia đình.

## Phát hiện
Thời điểm phát hiện ra thi thể của Điêu Ái Thanh là vào mùa đông ngày 19 tháng 1 năm 1996, lần đầu tiên được báo cáo bởi một nhân viên vệ sinh, người này tìm thấy thịt trong một chiếc túi. Ban đầu tưởng là thịt heo, người công nhân mang về nhà làm thức ăn. Trong khi chuẩn bị thịt để chế biến, người này phát hiện thấy ba ngón tay người. Người công nhân ngay lập tức báo vụ việc với cảnh sát, họ xác nhận rằng những phần thịt là của con người. Xác người trong các gói bọc nhựa cuối cùng đã được phát hiện ở tám địa điểm xung quanh trường đại học, bao gồm tại sân vận động, cổng vào, bệnh viện và dọc theo các con đường. Cảnh sát sau đó xác nhận những phần thi thể nằm rải rác là của Điêu Ái Thanh và thông báo cho cha cô đến Nam Kinh. Trong khoảng thời gian từ ngày 20 đến ngày 30 tháng 1, cảnh sát đã tìm thấy phần đầu và quần áo của Điêu Ái Thanh.

## Điều tra
Hơn 2.000 mảnh thi thể được tìm thấy. Phần đầu và các cơ quan nội tạng của Điêu Ái Thanh đã bị luộc chín trong vài ngày. Các cơ quan quan trọng bao gồm tim, gan và lá lách không được tìm thấy. Đội ngũ pháp y chỉ có thể xác định thi thể là của một phụ nữ thông qua việc phân tích mô cơ và tóc trên cơ thể. Người thân nhận dạng nhờ chi tiết nốt ruồi trên má phải của nạn nhân. Một sĩ quan cấp cao liên quan đến vụ án mô tả vụ giết người là "rất tàn nhẫn". Vị sĩ quan này nói thêm những mảnh thịt được chặt với độ chính xác cao chỉ được thực hiện bởi một cá nhân có hiểu biết sâu rộng về giải phẫu học. Cảnh sát kết luận rằng kẻ sát nhân phải là một người giết mổ hoặc bác sĩ phẫu thuật chuyên nghiệp.
Học sinh và giáo viên trở thành đối tượng bị điều tra. Hai hồ sơ tình nghi được đưa ra, bao gồm nam giới trung niên, khỏe mạnh, độc thân. Tuy nhiên, phạm vi của trường đại học không thể tìm thấy bất kỳ cá nhân nào phù hợp với các đặc điểm của hồ sơ. Một cuộc điều tra rộng rãi tiến hành trong trường đại học và các khu vực xung quanh, nhưng không tìm thấy bất kỳ manh mối quan trọng nào của tội ác và vụ án không có tiến triển. Năm 2016, cảnh sát Nam Kinh thông báo với gia đình Điêu Ái Thanh rằng vụ án vẫn "đang được điều tra". Tính đến năm 2018, vụ án này vẫn chưa tìm ra được thủ phạm.

## Phản ứng
Đại học Nam Kinh phải hoàn trả học phí cho Điêu Ái Thanh. Gia đình Ái Thanh rời Nam Kinh trở về quê 5 ngày sau đó. Tờ Dương Tử vãn báo đã đăng một bức ảnh của Ái Thanh "cắt tóc kiểu con trai", và đưa tin Ái Thanh được nhìn thấy lần cuối trong chiếc áo khoác đỏ. Thông tin này làm dấy lên nỗi sợ hãi trong cộng đồng về một tên sát nhân nhắm vào những phụ nữ tóc ngắn mặc áo khoác đỏ.
Ngày 29 tháng 3 năm 2021, gia đình Điêu Ái Thanh đệ đơn kiện Đại học Nam Kinh để đòi 1,62 triệu nhân dân tệ (246.000 USD) tiền bồi thường thiệt hại. Điêu Ái Hoa nói rằng vụ kiện là để "tìm kiếm công lý" là chính hơn là bồi thường. Ngày 6 tháng 4 năm 2021, gia đình nạn nhân đã rút đơn kiện vì một số lý do. Vụ án nổi lên gần đây với việc sử dụng bằng chứng DNA để giải quyết các vụ án giết người phức tạp trong quá khứ. Vụ án của Điêu Ái Thanh được so sánh với vụ Thược dược đen ở thành phố Los Angeles do có nhiều điểm tương đồng.

## Văn hóa đại chúng
Vụ án được một số nhà văn đưa vào tiểu thuyết như: Vật kỷ niệm của Vương Đại Tiến (1998), Mười tội ác của Tri Thù (2010), Huyết sắc thiên đô của Trần Cửu Ca (2010), Bản thông báo tử vong của Chu Hạo Huy (2014).